# Kursowa

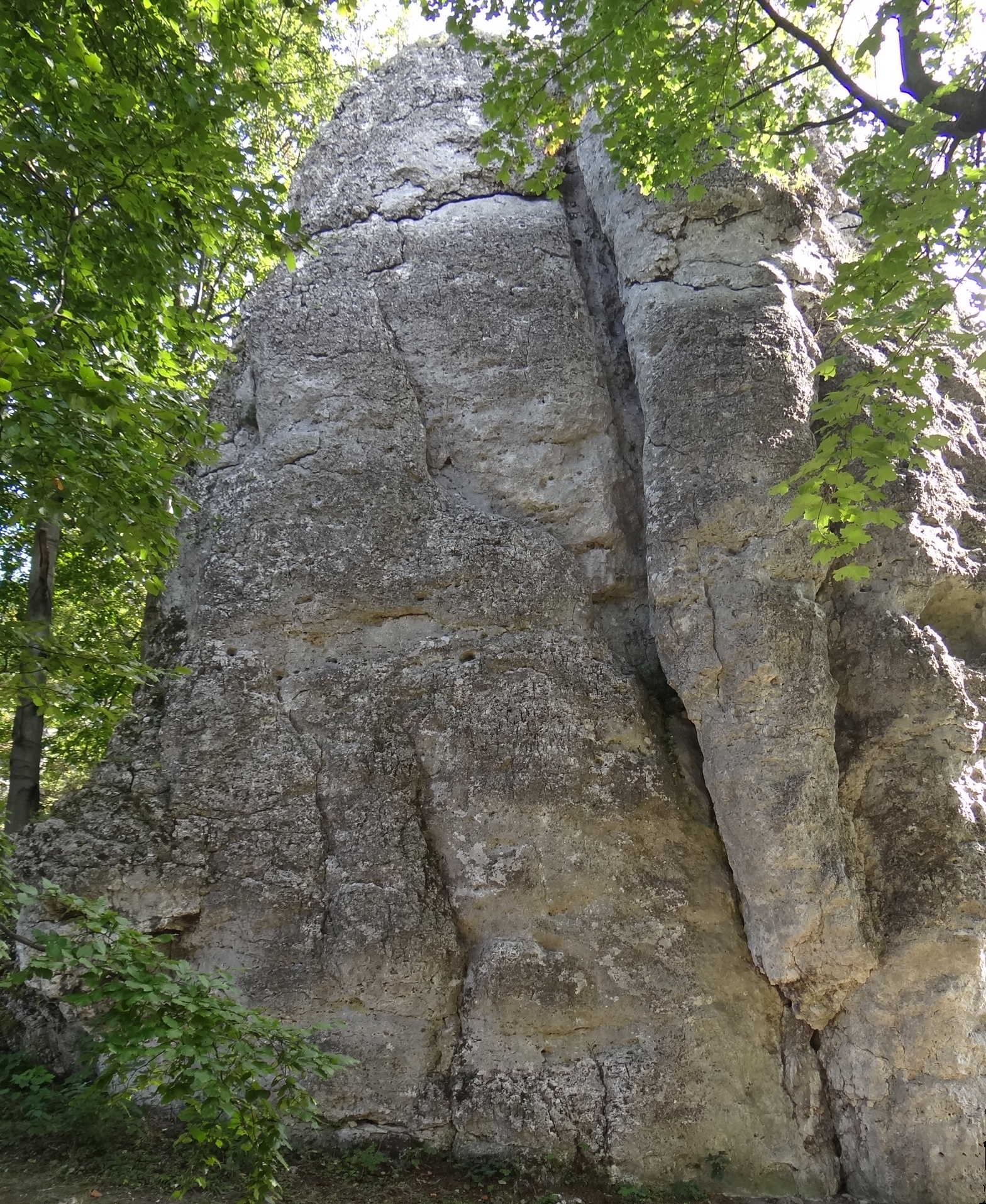

Kursowa – skała w grupie Zegarowych Skał w Dolinie Wodącej na Wyżynie Częstochowskiej. Znajduje się w lesie na północnym zboczu Zegarowych Skał powyżej Dolnych Skał. W odległości 50 m od niej jest skała Żagiel.
Zbudowana z wapienia skała ma wysokość 15 m, miejscami połogie, miejscami pionowe lub przewieszone ściany z filarem i kominem. 

## Drogi wspinaczkowe
Kursowa jest obiektem wspinaczki skalnej, ale jej popularność wśród wspinaczy jest niewielka. Na jej północno-zachodniej ścianie jest 5 dróg wspinaczkowych o stopniu trudności od IV do VI.+ w skali Kurtyki. Tylko niektóre mają zamontowane stałe punkty asekuracyjne: (ringi (r) i ringi zjazdowe (rz).
1. Archeotyp klamry; V+
2. Kursowa; V+, trad
3. Drugie dwie bańki; VI.+
4. Kursowa załupa; VI, trad
5. Kursowy kominek; VI, trad
6. Kursowy filarek; VI+
7. Archeotyp klamry; V+
8. Kursowa ryska; VI+, trad
9. Dwie banie; V+
10. Chłopskim targiem; V
11. Trzy ucieczki; V+
12. Easy easy; IV+[2].

Do skał z Doliny Wodącej prowadzi zielony Szlak Jaskiniowców.